# Purukkuzu
Purukkuzu, Purukuzzi Purukhumzi o Puruluniz fou un territori de Mesopotàmia de situació incerta al costat d'Alzi o segurament entre Alzi i Kummukh i, per tant, al nord d'Amedi (Diyarbekir) entre l'Eufrates i el Tigris superior. Podria ser un nom primitiu de la futura regió clàssica d'Anzitene.
Aquestos territoris apareixen per primer cop sota Tukultininurta I (vers 1235-1196 aC) que va dedicar una part de la seva activitat a consolidar el nord-oest, de Nairi a Kummukh (Commagena). Va trasplantar 28.0000 persones d'Hatti (imperi Hitita), a l'oest de l'Eufrates, a l'est d'aquest riu i va sotmetre totes les terres de Shubaru o Shubari (antecedent del país de Shubria) incloent Alzi i Purukhumzi, que deu ser el mateix territori que després apareix com Purukuzzi o Purukkuzu a texts posteriors. Així Shubria en aquest temps abraçava una extensió major des del sud-oest del llac Van fins a la zona entre l'Eufrates i el Tigris.
Sota Ashurdan I (1179-1133 aC) es van establir a aquestes regions, Alzi i Purukuzzi o Purukkuzu, foren assolades pels muskhi (mushkai, moschi, meshech) cosa que es calcula que va passar entre 1170 i 1160 aC, o sigui vers 1165 aC. Els muskhi devien amenaçar o fer incursions en aquests anys també a Milish (Malatya) i Kummukh o Kummukhi o Kummuy (Commagena).
Teglatfalassar I (1115 a 1076 aC) en la seva primera campanya al primer any de regnat va anar en expedició al país d'Alzi o Alze i al país de Purukkuzu o Puruluniz contra els muskhi (després coneguts com frigis) que ocupaven aquests territoris en aliança amb bandes dels kashka (possibles ancestres dels circassians). Portaven uns cinquanta anys assentats sobre el terreny quan el rei els va expulsar però es van dirigir a Kummukh (Commagena); els assiris van creuar el territori salvatge del mont Kashiari, cap al Tigris superior, arribant a Kummukhi a través de Shubartu i Chatti (Jatti o Khatti), i van xocar amb una força de 20.000 muskhis (frigis) manats per cinc prínceps muskhis, força que fou derrotada totalment; els assiris van matar a uns 14.000 muskhis i es van estendre per tot el país de Kummukh; sis mil muskhis foren enviats presoners a Assíria.
Tot i haver lliurat a Kummukh de la invasió dels muskhis el rei neohitita de Kummukh no va pagar el tribut i això va portar una sèrie de lluites. El rei va assolar el país i els habitants van fugir a Sherishe (Shiresh) creuant el Tigris, que van fortificar, i van fer aliança amb la gent de Qurkhi. La guerra va seguir i el rei Kili-Teshub, fill i successor de Kali-Teshub conegut com a Sarupi o Irrupi, fou fet presoner. Els kummukhis van tornar a creuar el Tigris; els assiris es van dirigir contra la fortalesa d'Urrakhinash a les muntanyes Panari, els habitants de la qual ja havien fugit a les muntanyes amb les seves possessions i ramats, i les estàtues dels seus deus; el rei Shadi-Teshub (que és anomenat fill d'Hatushar) va demanar clemència al sobirà assiri que, a diferència del que era habitual, li va fer gràcia de la seva vida, i el va tenir amb la seva família com a ostatge; el país va entregar un tribut en objectes de bronze i plata, i 120 esclaus amb ramats. Aquestos fets són confosos: alguns historiadors pensen que no es refereixen a Kummukh, que no s'estenia fins al Tigris, sinó als gordians o kuryi (en comptes de kummuy) i esmenten al rei com Kalinturu fill de Kalinturu I àlies Irrupi o Sarupi, i al següent rei com Shadiantinu. Els noms clarament hitites dels reis indicaria que els sobirans de Kummukh eren descendents dels reis hitites i la seva autoritat s'estenia no sols a la part a l'oest de l'Eufrates sinó fins al Tigris superior, tot i que l'haurien perdut en gran part durant 50 anys a mans dels muskhis. El rei va seguir la campanya i va sotmetre tot seguit el país de Mildish (Malatya), on també va combatre els muskhi, fos que també ocupaven la zona o que s'hi havien desplaçat després de la seva derrota. Mildish estava a la zona del mont Aruna a l'oest de l'Eufrates i a l'oest d'Alzi i Purukkuzu.
A la segon campanya (segon any de regnat) el rei va haver de tornar a Shubari que ja havia estat dominada per Adadnirari I i s'havia rebel·lat més tard, i a les regions amb domini assiri poc consolidat d'Alzu (Alzi) i Purukhumzi (Purukkuzu), on va exigir el tribut que no s'havia pagat aquell any ni durant els anys que havien estat ocupades pels muskhis. Les ciutats de Shubari es van rendir sense combat només arribar les forces reials i totes les terres al nord del mont Kashiari van quedar així com a subjectes de tribut. De tornada va devastar altre cop el país de Kummukhi. La crònica diu que la terra de Kummukhi (Kammukh al text) havia estat subjugada i afegida al territori assiri; la devastació aquesta segona vegada sembla que era deguda a algun intent de revolta doncs es diu "el rei va aplanar als desobedients, i va superar l'oposició trobada al seu pas pel país". Potser de tornada va passar per Shubartu, que devia ser una regió diferent de Shubari i Shubria, va trobar a quatre mil kashka o kashkai que els texts assiris descriuen com "soldats de la terra d'Hatti" i anomena kashkai i uruma en un text i en un altre abeshlaya i uruma; sembla que eren bandes que volien establir-se a la zona (els hitites els havien començat a establir sota Mursil II a la segona meitat del segle xiv aC) però els seus antics sobirans hitites no estaven ara en condicions d'ajudar-los i es van sotmetre, entregant un important botí derivat de saquejos i del seu armament (amb 120 carros i carretes).